# 福岡市立福岡西陵高等学校
福岡市立福岡西陵高等学校（ふくおかしりつ ふくおかせいりょうこうとうがっこう）（Fukuoka Seiryo High School）は、福岡県福岡市西区大字拾六町字広石に位置する公立高等学校。
中村学園三陽高等学校と福岡市西部清掃工場を挟んで隣接している。

## 沿革

### 年表
- 1975年（昭和50年）10月18日 - 設立。
- 1976年（昭和51年） - 新年度より学校教育開始。

## 教育組織
- 普通科

## 教育方針

### 校訓
誠実・協力・創造

### 校歌
- 作詞: 知念正信
- 作曲: 吉野信夫

## 部活動
運動部
- ラグビー部
- ダンス部
- ソフトボール部
- 女子バドミントン部
- 男子バドミントン部
- 剣道部
- 男子バスケットボール部
- 女子ソフトテニス部
- 男子硬式テニス部
- 女子バレーボール部
- 男子バレーボール部
- 女子バスケットボール部
- サッカー部
- 陸上競技部
- 野球部

文化部
- ESS部
- インターアクト部
- 管弦楽部
- 演劇部
- 囲碁・将棋部
- サイエンス部
- 書道部
- 写真部
- 茶道部
- 放送部
- 美術部
- 漫画研究・アニメーション部
- 園芸部

## 通学手段など
- 生徒の主な通学手段
  - 自転車
  - バス: 西鉄バス
- 最寄り鉄道駅など:
  - 学校から徒歩圏内に鉄道駅はない。最寄り駅は姪浜駅または下山門駅、橋本駅。
  - 西鉄バス福岡西陵高校前バス停

## 通学区域
- 福岡市全域
- 糸島市全域

## 著名な出身者
- 深町健二郎（ローカルタレント）
- 奥浩哉（漫画家）
- 岡野史佳（漫画家）
- 月島冬二（そらみみくろすけ、イワシタシゲユキ）（漫画家）
- 築城昌拓（ラグビー選手）
- Twill（歌手）
- fumika（歌手）
- 岡嶋和幸（写真家）
- 松尾謙二郎（サウンドデザイナー）
- 野中藍（声優）
- 徳永林太郎（プロバスケットボール選手）
- あぁ〜しらき（お笑いタレント）
- DJ社長（レペゼン地球）
- 梶本聖一郎（ラグビー選手）
- 美海そら(女優 宝塚歌劇団)